# Diplois daviesiae
Diplois daviesiae is een raderdiertjessoort uit de familie Euchlanidae. De wetenschappelijke naam van deze soort is voor het eerst geldig gepubliceerd in 1886 door Gosse.